# Leave Me Alone
Leave Me Alone è una canzone scritta, composta e interpretata dal cantante statunitense Michael Jackson, pubblicata dalla Epic Records il 13 febbraio 1989 come ottavo singolo del suo settimo album in studio, Bad.
Il singolo arrivò tra le prime 10 o tra le prime 20 posizioni in quasi tutte le classifiche europee, dove raggiunse tra l'altro la posizione numero 2 nel Regno Unito e la numero 1 in Irlanda, ma non venne realizzato negli Stati Uniti dove non entrò pertanto in nessuna classifica.
Il singolo fu ripubblicato in DualDisc il 17 aprile 2006 nel box set Visionary: The Video Singles.
Il videoclip vinse un Grammy Award nel 1990 come "Miglior videoclip corto".

## Il videoclip
Il video musicale, diretto da Jim Blashfield, fu inserito nel film Moonwalker del 1988; raffigura Jackson che viaggia a bordo di un piccolo razzo in un parco divertimenti dove scorrono immagini riguardanti i rumor e i vari pettegolezzi che circolavano su di lui negli anni '80, tra queste: la presunta teoria che Jackson dormisse in una camera iperbarica per rimanere giovane per sempre; che avesse abusato della chirurgia plastica (nello specifico raffigurata tramite un bisturi e un naso che escono da un cervello); che avesse costruito nella sua villa di Encino un santuario per l'amica e attrice, Elizabeth Taylor. Tra le varie indiscrezioni dell'epoca, figuravano anche quelle che affermavano che Jackson avesse voluto acquistare le ossa di Joseph Merrick, più noto come "Elephant Man" (l'uomo elefante), e quindi, volendo mettere in satira ciò, in una parte del video compare Jackson mentre balla con una palla al piede insieme allo scheletro di un uomo-elefante. Questa scena, senza particolare dello scheletro, è stata utilizzata per la copertina del singolo. Verso la fine del video si scopre che il parco divertimenti è costruito addosso ad un Jackson gigantesco che, alla fine del video, si libera facendo a pezzi il parco stesso. La canzone e il video parlano della troppa ossessione dei tabloid di creare scandali anche non veri pur di farsi pubblicità e vendere più copie, per questo appaiono delle immagini che si riferiscono a questi presunti scoop, e Jackson chiede ai mass media appunto di essere "lasciato in pace".
Il video per la canzone vinse un Grammy Award nel 1990 per il miglior video corto.

## Tracce

### Edizione originale (1989)

#### Versione vinile 7"
1. Leave Me Alone – 4:40 (Michael Jackson)
2. Human Nature – 4:05 (John Bettis, Steve Porcaro)

Durata totale: 8:45

#### Versioni vinile 12" e CD
1. Leave Me Alone – 4:40 (Michael Jackson)
2. Don't Stop 'til You Get Enough – 6:04 (Michael Jackson)
3. Human Nature – 4:05 (John Bettis, Steve Porcaro)

Durata totale: 14:49

### The Visionary Single(2006)
Lato CD
Testi e musiche di Michael Jackson.
1. Leave Me Alone – 4:40
2. Another Part of Me (Extended Dance Mix) – 6:18

Durata totale: 10:58
Lato DVD
1. Leave Me Alone (Videoclip) – 4:40

### Versioni ufficiali
1. Leave Me Alone (Album/Single Version) – 4:40
2. Leave Me Alone (Videoclip) – 4:40

## Classifiche

### Classifiche settimanali
| Classifica (1989) | Posizione massima |
| ----------------- | ----------------- |
| Australia         | 37                |
| Austria           | 15                |
| Belgio (Fiandre)  | 3                 |
| Europa            | 7                 |
| Finlandia         | 7                 |
| Francia           | 17                |
| Germania          | 16                |
| Grecia            | 1                 |
| Irlanda           | 1                 |
| Italia            | 11                |
| Norvegia          | 6                 |
| Nuova Zelanda     | 9                 |
| Paesi Bassi       | 5                 |
| Regno Unito       | 2                 |
| Spagna            | 5                 |
| Svezia            | 19                |
| Svizzera          | 10                |
| Classifica (2006) | Posizione massima |
| Francia           | 54                |
| Irlanda           | 30                |
| Paesi Bassi       | 21                |
| Regno Unito       | 15                |
| Spagna            | 1                 |
| Classifica (2009) | Posizione massima |
| Paesi Bassi       | 100               |
| Regno Unito       | 66                |

### Classifiche di fine anno
| Classifica (1989) | Posizione |
| ----------------- | --------- |
| Belgio (Fiandre)  | 56        |
| Italia            | 86        |
| Paesi Bassi       | 71        |